# Halq'eméylem
Halq'eméylem, dijalekt jezika cowichan, porodica salishan, govore ga neke bande s rijeke Fraser u Britanskoj Kolumbiji, Kanada.

## Rječnik
Popis nekih riječi i fraza
- imexyósem, to go for a walk, ići u šetnju
- i:mex̱ 	walking... šetanje
- ímexstexw. to walk (it), hodati
- íxel, to paddle, veslati
- íywí:lem, go for a canoe ride... ići u vožnju kanuom
- itetlómet, fall asleep, zaspati
- ítet, To sleep, spavati
- ítetem, sleepy, pospan
- st'á:yx̱w, Be silent, budi tiho
- st'a'ó:mex, To look like him/her, izgledati poput njega/nje

- tl'élqtele, Deer, jelen
- swetíya Porcupine, dikobraz (bodljikavo prase)
- sq'á:tl', Otter, vidra
- steqó:ya, Wolf, vuk
- x̱eytl'áls, Grizzely bear, grizli
- iliyéthels, mouth of the river, ušće rijeke

- swí:qe, Man, čovjek
- slhá:lí, Woman, žena
- íyeseq, male friend, prijatelj
- sísele, grandmother, baka
- skw'iyéth, slave, rob

- x̱o:tsa, Lake, jezero

- sléxwelh, Canoe, kanu
- sq'émél, Paddle, veslo
- sí:tel, Basket, košara
- siqetsel, roof, krov
- st'álh, Cross-beam in roof of house, poprečna greda na krovu kuće
- skw'echostel, window, prozor
- ítetáwt, Bedroom, spavaća soba

- skw'exá:m, Number, broj
- isa:le, two, dva
- isá:le lá:ts'ewets, two hundred, 200
- islá:xw, two times, twice, dvaput